# Nosotros Ciudadanos
Nosotros Ciudadanos (en alemán: Wir Bürger) es un partido político alemán. Fue fundado el 19 de julio de 2015 en Kassel bajo el nombre Alianza para el Progreso y el Resurgir (en alemán: Allianz für Fortschritt und Aufbruch, ALFA).  Entre 2016 y 2023 recibió el nombre de Reformadores Liberal-Conservadores (en alemán: Liberal-Konservative Reformer, LKR). Su presidente es Jürgen Joost.

## Historia

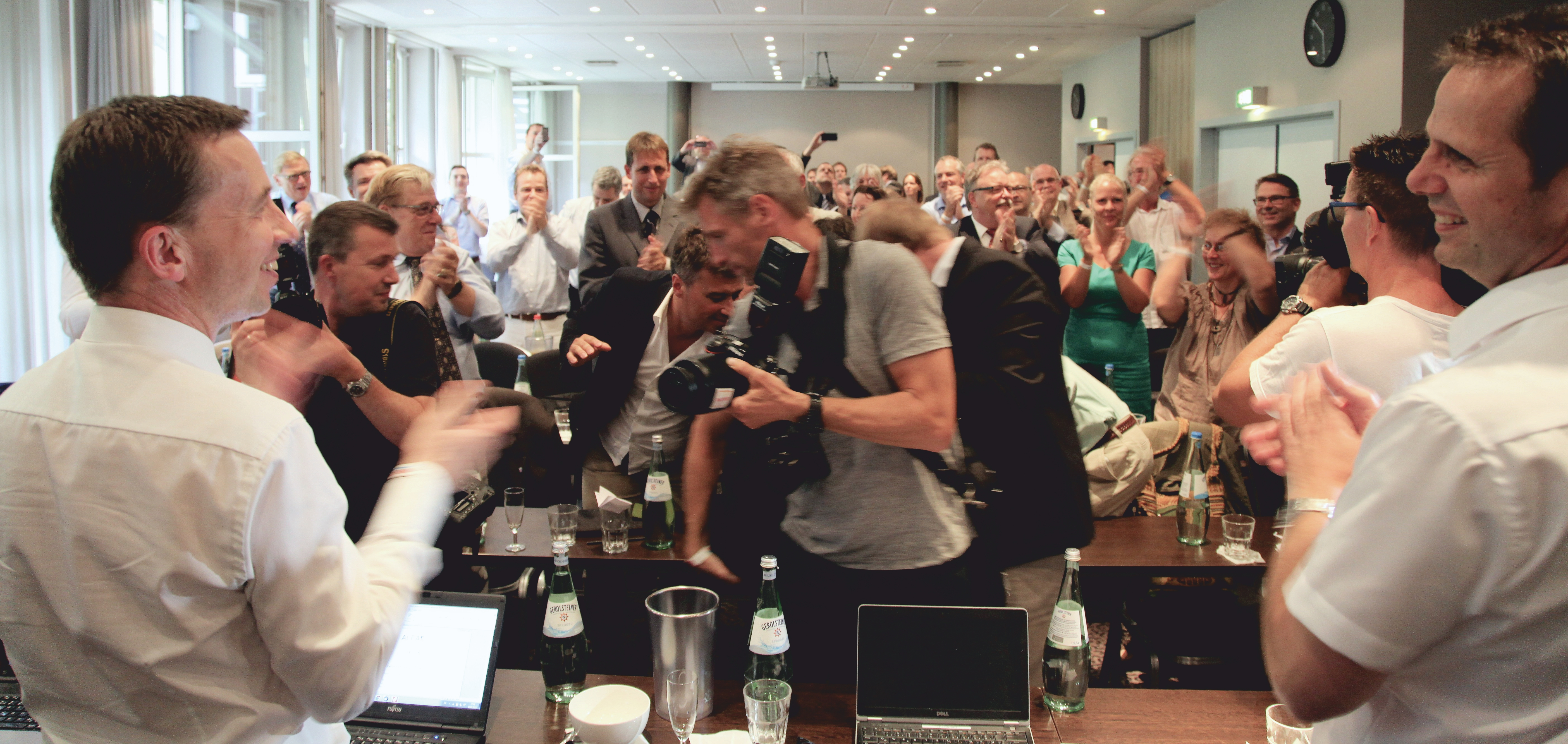
Fundación del partido.

El nombre original del partido fue Alianza para el Progreso y el Resurgir (ALFA),  y fue fundado como una escisión del partido Alternativa para Alemania (AfD) el 19 de julio de 2015, en una reunión en Kassel por exmiembros del AfD más cercanos al liberalismo económico, que anteriormente habían dejado el partido debido a sus recientes conflictos internos. Gran parte de estos exmiembros habían formado parte de la facción  Weckruf 2015 dentro del AfD.
En esta reunión, a la que asistieron 70 personas, se aprobó el programa básico del partido y Bernd Lucke fue elegido presidente del mismo. Bernd Kölmel, Gunther Níquel y Reiner Rohlje fueron elegidos como subpresidentes, Ulrike Trebesius como Secretaria General, y André Yorulmaz como Subsecretario General.
Tras la fundación del partido, cinco eurodiputados previamente miembros de la AfD (dentro del Grupo de los Conservadores y Reformistas Europeos, incluyendo a Lucke, Kölmel y Trebesius) se unieron al mismo. También lo hizo el diputado Siegfried Gentele en el Parlamento Regional Turingio, siendo exmiembro de AfD. Asimismo, los diputados Christian Schäfer, Klaus Remkes y Piet Leidreiter (todos ellos exmiembros de AfD) en el Bürgerschaft de Bremen también se unieron a la formación.
El 18 de marzo de 2016, la ALFA fue admitida dentro de la Alianza de los Conservadores y Reformistas Europeos.
El 4 de junio de 2016, en un Congreso Federal del partido, Ulrike Trebesius fue elegida nueva presidenta del mismo, y se anunció que Bernd Lucke sería el candidato del partido para las próximas elecciones federales.
En noviembre de 2016, por razones legales, el partido debió cambiar su nombre a Reformadores Liberal-Conservadores (en alemán: Liberal-Konservative Reformer, LKR). Christian Kott fue elegido nuevo presidente del partido, siendo sucedido por Bernd Kölmel en 2017. Desde 2018, el partido fue presidido por Peter Reich. Esto ocurrió luego de una crisis interna en la cual cuatro de sus eurodiputados (exmiembros de la AfD) renunciaron al partido, incluyendo a Kölmel. Ese mismo año Bernd Lucke asumió nuevamente el liderazgo de la formación, dejándolo en manos de Jürgen Joost en 2019.
En septiembre de 2020, el diputado independiente del Bundestag Uwe Kamann (exmiembro de la AfD) se unió a los LKR. En noviembre del mismo año el diputado independiente Mario Mieruch (también exmiembro de AfD) se unió al partido. Kamann abandonó la formación en febrero de 2021.
El partido también tuvo representación en el Parlamento Regional Bajo Sajón, de la mano de los exmiembros de AfD Jens Ahrends y Dana Guth, y en el Parlamento Regional Schleswigense-Holsteiniano a través del exdiputado de AfD Frank Brodehl. También contó con representación en el Bürgerschaft de Bremen de la mano del exdiputado de AfD Peter Beck.
El partido también está representado en algunos parlamentos locales.
En julio de 2021, el eurodiputado exmiembro de AfD Lars Patrick Berg se unió al partido. No obstante, lo abandonó en enero de 2023 para unirse a Alianza Alemania.
En las elecciones federales de 2021, el partido obtuvo un total de 11.159 sufragios, lo que representó menos del 0,1%.
En junio de 2023, el partido cambió su nombre a "Nosotros Ciudadanos" (en alemán: Wir Bürger).

## Programa
El programa  del partido se basa principalmente en el antiguo programa del AfD. La formación aboga por la salida de Grecia de la zona euro y el retorno a las monedas nacionales.
El partido aboga por el libre comercio y apoya al TTIP bajo ciertas condiciones. Además, apoya al fortalecimiento de los lazos de occidente con la OTAN, y aboga por el no-abuso de las leyes de asilo y una política de inmigración ordenada y cualificada basada en el modelo canadiense, de acuerdo a Lucke. Por otro lado critica las políticas del Banco Central Europeo.
El partido busca distanciarse totalmente de la extrema derecha, por lo que rechaza posiciones "xenófobas, racistas, nacionalistas, antisemitas, islamófobas, islamistas, homófobas y radicales".